# Jaak-Heinrich Jagor
Jaak-Heinrich Jagor, né le 11 mai 1990 à Pärnu, est un athlète estonien, spécialiste du 400 m haies.
Son meilleur temps est de 47 s 65 obtenu à Vaasa en 2017 lors des Championnats d'Europe par équipes.